# آبشار کنار دریا

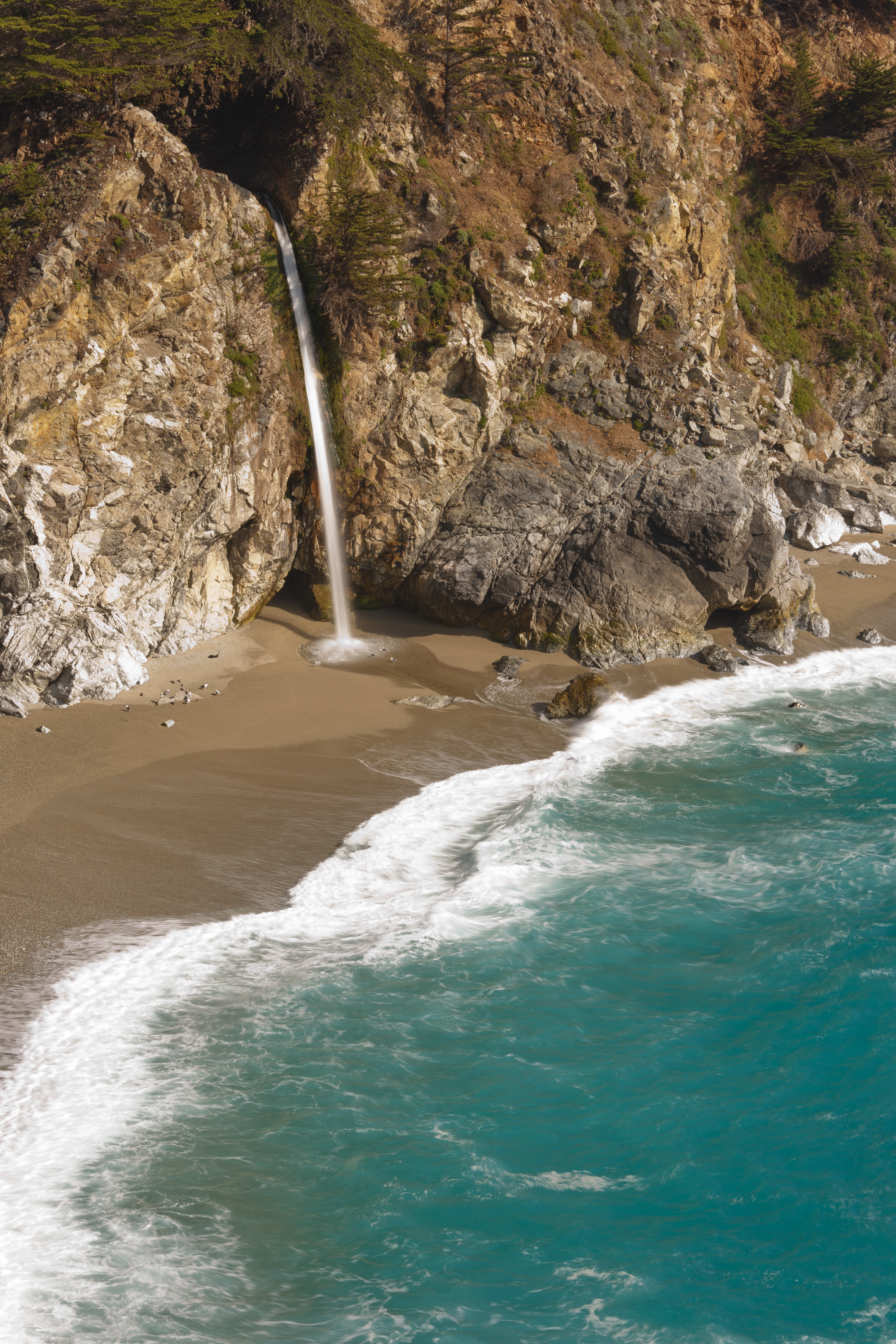
آبشار مک وی در پارک ایالتی جولیا فایفر برنز، بیگ سور، کالیفرنیا

آبشار کنار دریا یا آبشار دریاکنار (به انگلیسی: Coastal waterfall)، آبشاری است که مستقیماً در دریا فرو می‌ریزد. نام رایج دیگر برای این ویژگی، آبشار کشندی (tidefall) است.

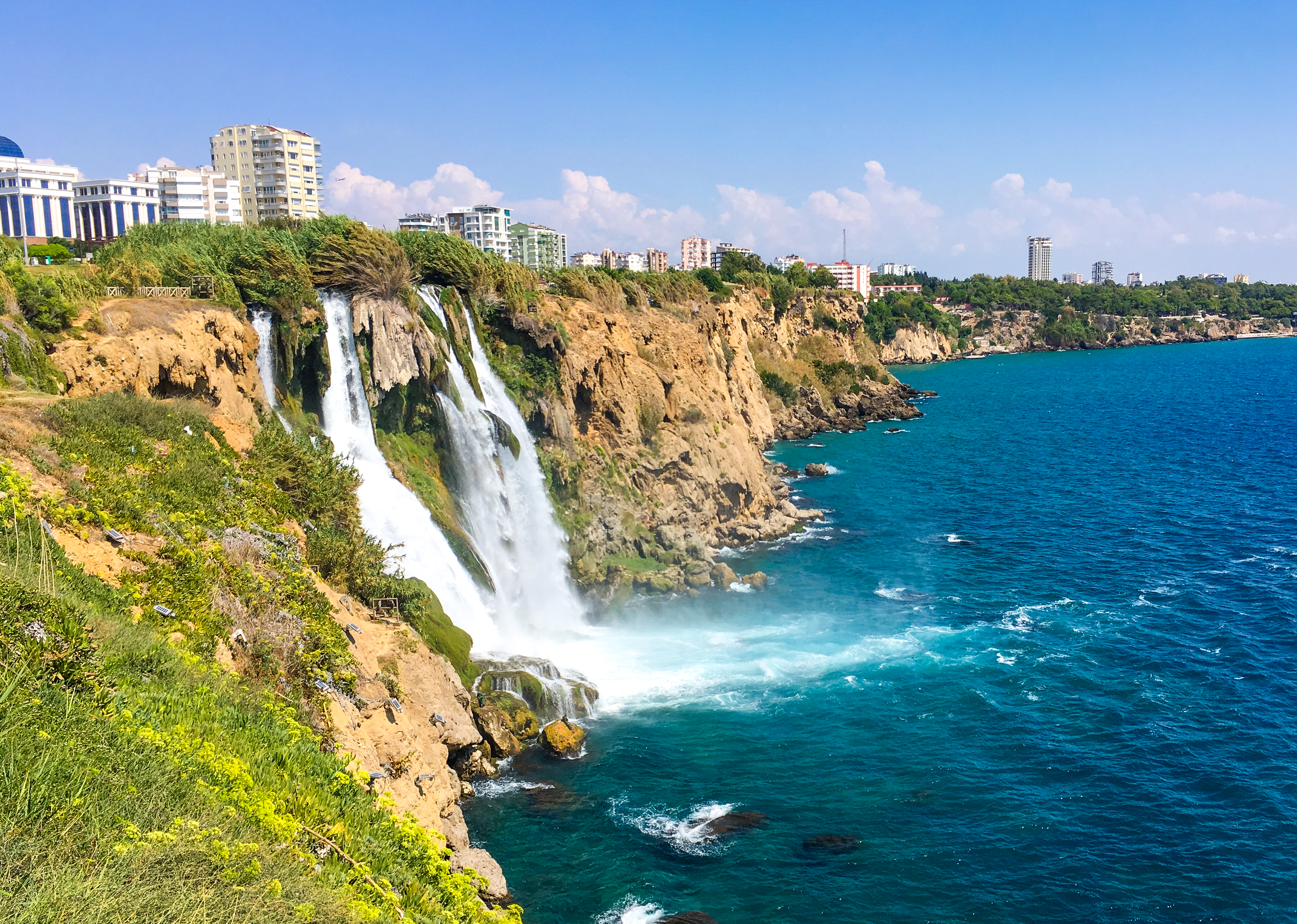
آبشارهای دودن پایین، آنتالیا، ترکیه